# 河野久蔵
河野 久蔵（こうの きゅうぞう、1865年3月21日〈慶應元年2月24日〉 - 没年不明）は、日本の政治家（下関市会議員）、商人（仲買商）、山口県多額納税者、下関米取引所取引員、家主。

## 経歴
山口県豊浦郡彦島町（現・下関市）出身。河野仁左衛門の二男、同徳之助の兄。父祖の農業を助け傍ら勉学に余念がなかった。幼い頃より大志を懐いて下関市に来て、米穀取引が有望なことを洞察し、あるいは店員となり小僧となり、あらゆる刻苦勉励すること10年、転んでは起き、起きては転び1905年、独立して仲買店を設け以来堅実に精励信用を博した。
数年ならずして仲買人部長となり、組合委員長となり、1909年には下関商業会議所議員に選ばれ、1910年より下関市会議員に選出される事実に4回、1917年には市参事会員の名誉職に挙げられた。その他公私団体の各重役に任ぜられた。

## 人物
弟の徳之助と共に山口県多額納税者であった。郷土彦島のためには大いに誇りとされた。愛郷の念は厚かった。住所は山口県下関市丸山町、関後地村。

## 家族・親族
河野家
- 妻・シマ子[1]（1877年 - ?、あるいはシマ[3]、山口、富田清太郎の三女[3]）
- 嗣子・久馬三（1909年 - ?）[1][3]
- 男・紀久彦[1][3]
- 長女・信子（陸軍砲兵少佐、河内権五郎の妻）[1]

親戚
- 弟・河野徳之助（山口県多額納税者、米穀商）